# Saint Seiya: Brave Soldiers
Saint Seiya: Brave Soldiers (聖闘士星矢 ブレイブ・ソルジャーズ?, Seinto Seiya Bureibu Sorujāzu) è un videogioco sviluppato da Dimps e Namco Bandai Games basato sui personaggi e la storia del manga Saint Seiya di Masami Kurumada. È stato pubblicato esclusivamente per PlayStation 3 il 17 ottobre 2013 in Giappone, il 22 novembre 2013 in Europa ed il 26 novembre 2013 in Nord America. È inoltre il primo gioco di Saint Seiya ad essere pubblicato in Nord America ed il primo picchiaduro della saga per console di settima generazione, essendo il suo predecessore, I Cavalieri dello zodiaco - Cronache di guerra un hack and slash.

## Modalità di gioco
Brave Soldiers è un picchiaduro della Namco Bandai che offre al giocatore la possibilità di scegliere fra più di 50 personaggi. La super barra Cosmo Gauge (小宇宙ゲージ?, Kosumo Gēji), caricabile con delle combo o con la pressione del tasto apposito, si riferisce alla quantità di Cosmo, che il personaggio può sfruttare per utilizzare i suoi attacchi speciali, il super scatto (バーストダッシュ?, Bāsuto Dasshu, Burst Dash), gli attacchi impetuosi Burst Attack (バースト攻撃?, Bāsuto Kōgeki), e l'attacco finale Big Bang Attacks (ビッグバンアタック?, Bigu Ban Atakku), quest'ultimo sfruttante delle superbe animazioni in cel-shading. È presente inoltre un'altra barra, che si riempie automaticamente durante il combattimento, la quale permette al giocatore di risvegliare il Settimo Senso (セブンセンシズ覚醒?, Sebun Senshizu Kakusei) e rafforzare tutti i suoi colpi. Le capacità di un personaggio possono essere incrementate tramite l'equipaggiamento di oggetti speciali, le Sfere (オーブ?, Ōbu, Orb). La modalità di gioco The Saint Chronicle (セイントクロニクル?, Seinto Kuronikuru) permette al giocatore di affrontare battaglie che ricoprono i 3 archi narrativi principali del manga classico: il Santuario, Poseidone, e Hades. Sono presenti anche la Guerra Zodiacale (ギャラクシアンウォーズ?, Gyarakushian Wōzu, Galaxian Wars), la classica modalità torneo, dove si potranno scegliere e personalizzare le condizioni di vittoria dei combattimenti, la modalità Survival e la modalità Collection.

## Personaggi
Il gioco dispone di 63 personaggi e 35 livelli.
| "Personaggio (Armatura)"    | "Costume alternativo"                                                           | "Attacco speciale 1"                          | "Attacco speciale 2"                     | "Attacco Big Bang"                            |
| --------------------------- | ------------------------------------------------------------------------------- | --------------------------------------------- | ---------------------------------------- | --------------------------------------------- |
| Seiya (Odino)               | //                                                                              | Spada Balmung                                 | Fulmine di Pegasus                       | Spada Balmung                                 |
| Seiya (Pegasus V1)          | Abiti Normali - Abiti Da Addestramento                                          | Fulmine di Pegasus                            | Cometa di Pegasus                        | Fulmine di Pegasus - Spirale di Pegasus       |
| Seiya (Pegasus V2)          | Colori del Manga - Pegasus d'oro                                                | Fulmine di Pegasus                            | Cometa di Pegasus                        | Fulmine di Pegasus                            |
| Seiya (Pegasus V3)          | Colori del Manga                                                                | Fulmine di Pegasus                            | Cometa di Pegasus                        | Cometa di Pegasus                             |
| Seiya (Sagittario)          | //                                                                              | Fulmine di Pegasus                            | Freccia di Sagitter                      | Freccia di Sagitter                           |
| Seiya (Pegasus V4)          | Colori del Manga                                                                | Fulmine di Pegasus                            | Cometa di Pegasus                        | Vera cometa di Pegasus                        |
| Saori Kido (Atena)          | //                                                                              | Sfera di vita                                 | Luce della purezza                       | Scettro di Atena                              |
| Shion (Ariete)              | //                                                                              | Niente paura!                                 | Rivoluzione delle Stelle                 | Rivoluzione delle Stelle                      |
| Shun (Vergine)              | //                                                                              | Corrente della nebulosa                       | Tempesta della nebulosa                  | Corrente della nebulosa                       |
| Shun (Andromeda V1)         | Abiti Normali                                                                   | Catena di Andromeda - Corrente della nebulosa | Onda del tuono - Tempesta della nebulosa | Catena di Andromeda - Tempesta della Nebulosa |
| Shun (Andromeda V2)         | Andromeda d'oro                                                                 | Catena di Andromeda                           | Onda del tuono                           | Onda del tuono                                |
| Shun (Andromeda V3)         | Colori del Manga                                                                | Catena di Andromeda                           | Onda del tuono                           | Corrente della nebulosa                       |
| Ikki (Fenice V1)            | Abiti Normali                                                                   | Ali della Fenice                              | Fantasma diabolico                       | Ali della Fenice - Fantasma Diabolico         |
| Ikki (Fenice V2)            | Fenice d'oro                                                                    | Ali della Fenice                              | Fantasma diabolico                       | Ali della Fenice                              |
| Ikki (Fenice V3)            | Colori del Manga                                                                | Ali della Fenice                              | Fantasma diabolico                       | Fantasma Diabolico                            |
| Ikki (Leone)                | //                                                                              | Ali della Fenice                              | Fantasma diabolico                       | Fantasma Diabolico                            |
| Shiryu (Dragone V1)         | Senza Armatura - Abiti Normali                                                  | Colpo del Drago                               | Colpo segreto del Drago                  | Colpo del Drago - Pienezza del Dragone        |
| Shiryu (Dragonve V2)        | Dragone d'oro                                                                   | Colpo del Drago                               | Colpo segreto del Drago                  | Excalibur                                     |
| Shiryu (Dragone V3)         | Colori del Manga                                                                | Colpo del Drago                               | Colpo segreto del Drago                  | Colpo segreto del Drago                       |
| Shiryu (Bilancia)           | //                                                                              | Colpo del Drago                               | Colpo segreto del Drago                  | Colpo dei Cento Draghi                        |
| Hyoga (Cigno V1)            | Abiti Normali                                                                   | Polvere di diamanti                           | Aurora del nord                          | Polvere di Diamanti                           |
| Hyoga (Cigno V2)            | Cigno d'oro - Bende                                                             | Polvere di diamanti                           | Aurora del nord                          | Aurora del Nord                               |
| Hyoga (Cigno V3)            | Colori del Manga - Bende                                                        | Polvere di diamanti                           | Aurora del nord                          | Esecuzione di Aurora                          |
| Hyoga (Acquario)            | //                                                                              | Polvere di diamanti                           | Aurora del nord                          | Esecuzione di Aurora                          |
| Jabu (Unicorno)             | //                                                                              | Galoppo dell'Unicorno                         | Criniera dell'Unicorno                   | Galoppo dell'Unicorno                         |
| Ichi (Idra)                 | //                                                                              | Zanne velenose                                | Zanna solenne                            | Zanne velenose                                |
| Marin (Aquila)              | Senza Maschera - Abiti Da Addestramento - Abiti Da Addestramento Senza Maschera | Colpo del fulmine                             | Volo dell'Aquila Reale                   | Volo dell'Aquila Reale                        |
| Shaina (Ofiuco)             | Senza Maschera - Abiti Da Addestramento - Abiti Da Addestramento Senza Maschera | Cobra incantatore                             | Serpe malefica                           | Cobra Incantatore                             |
| Orfeo (Lira)                | //                                                                              | Requeim finale                                | Melodia della notte                      | Requiem Finale                                |
| Mur (Ariete)                | Abiti Normali                                                                   | Muro di cristallo                             | Rivoluzione delle Stelle                 | Onda di Luce Stellare                         |
| Aldebaran (Toro)            | //                                                                              | Sacro Toro                                    | Sacro Toro (Carica)                      | Sacro Toro                                    |
| ??? (Gemelli)               | //                                                                              | Altra dimensione (mobile)                     | Altra dimensione (immobile)              | Altra Dimensione                              |
| Saga (Gemelli)              | Malvagio                                                                        | Esplosione galattica                          | Altra dimensione                         | Esplosione Galattica                          |
| Kanon(Gemelli)              | //                                                                              | Esplosione galattica                          | Altra dimensione                         | Triangolo D'oro                               |
| Deathmask (Cancro)          | Senza Armatura                                                                  | Strati di spirito                             | Miracolo etereo                          | Strati Di Spirito                             |
| Aiolia (Leone)              | Abiti Da Addestramento                                                          | Sacro Leo variante                            | Sacro Leo                                | Sacro Leo Variante                            |
| Shaka (Vergine)             | //                                                                              | Sacro Virgo                                   | Abbandono dell'Oriente                   | Sacro Virgo                                   |
| Dohko (Bilancia)            | //                                                                              | Colpo del Drago                               | Colpo dei Centro Draghi                  | Colpo Dei Cento Draghi                        |
| Milo (Scorpione)            | //                                                                              | Cuspide scarlatta                             | Cuspide Antares                          | Cuspide Antares                               |
| Aiolos (Sagittario)         | Abiti Da Addestramento                                                          | Sacro Sagitter                                | Freccia di Sagitter                      | Sacro Sagitter                                |
| Shura (Capricorno)          | Colori Del Manga                                                                | Excalibur                                     | Fendente millenario                      | Pietra Saltante - Excalibur                   |
| Camus (Acquario)            | Abiti Normali                                                                   | Bara di ghiaccio                              | Esecuzione di Aurora                     | Esecuzione di Aurora                          |
| Aphrodite (Pesci)           | //                                                                              | Fragranza della rosa                          | Rosa di fatale incanto                   | Fragranza Della Rosa                          |
| Baian (Cavallo Marino)      | //                                                                              | Vortice del Pacifico                          | Flutti degli abissi                      | Flutti Degli Abissi                           |
| Io (Scilla)                 | //                                                                              | Furto vitale                                  | Gorgo di Scilla                          | Gorgo Di Scilla                               |
| Krisna (Crisaore)           | //                                                                              | Lancia di Nettuno                             | Lancia sonica                            | Unione Spirituale                             |
| Kaysa (Lymnades)            | //                                                                              | Occhi della Salamandra                        | Velo del tuono                           | Occhi Della Salamandra                        |
| Isaac (Kraken)              | //                                                                              | Polvere di diamanti                           | Aurora boreale                           | Aurora Boreale                                |
| Kanon (Drago Marino)        | Senza Maschera - Abiti Normali                                                  | Esplosione galattica                          | Triangolo d'oro                          | Triangolo D'Oro                               |
| Sorrento (Sirena)           | //                                                                              | Sinfonia finale                               | Acme finale                              | Acme Finale                                   |
| Julian Solo (Nettuno)       | Completo Elegante                                                               | Punizione dei mari                            | Tempesta                                 | Punizione Dei Mari                            |
| Saga (Gemelli Surplice)     | //                                                                              | Esplosione galattica                          | Altra dimensione                         | Altra Dimensione                              |
| Shura (Capricorno Surplice) | //                                                                              | Excalibur                                     | Fendente millenario                      | Excalibur                                     |
| Camus (Acquario Surplice)   | //                                                                              | Bara di ghiaccio                              | Esecuzione di Aurora                     | Polvere Di Diamanti                           |
| Deathmask (Cancro Surplice) | //                                                                              | Strati di spirito                             | Miracolo etereo                          | Strati Di Spirito                             |
| Aphrodite (Pesci Surplice)  | //                                                                              | Rosa di fatale incanto                        | Fragranza della rosa                     | Rosa Bianca                                   |
| Shion (Ariete Surplice)     | //                                                                              | Niente paura!                                 | Rivoluzione delle Stelle                 | Muro Di Cristallo                             |
| Rhadamantis (Viverna)       | //                                                                              | Castigo infernale                             | Giorno del giudizio                      | Castigo Infernale                             |
| Minos (Grifone)             | //                                                                              | Tuffo infernale                               | Dominio cosmico                          | Dominio Cosmico                               |
| Aiakos (Garuda)             | //                                                                              | Illusione galattica                           | Esplosione illusoria                     | Illusione Galattica                           |
| Thanatos (Tanato)           | //                                                                              | Infausta provvidenza                          | Forza invisibile                         | Infausta Provvidenza                          |
| Hypnos (Ipno)               | //                                                                              | Eterno sopore                                 | Incubo infinito                          | Eterno Sopore                                 |
| Hades (Ade)                 | //                                                                              | Spada infernale                               | Affondo sepolcrale                       | Eterna Eclissi                                |

## DLC
Namco Bandai ha distribuito diversi DLC che presentano delle armature alternative per i personaggi.

### Set abiti normali-Cavalieri di Bronzo
- Seiya (Pegasus V1), cambio del moveset
- Shiryu (Dragone V1)
- Ikki (Fenice V1)
- Hyoga (Cigno V1)
- Shun (Andromeda V1), cambio del moveset

### Set Power Of Gold-Cavalieri di Bronzo
- Seiya (Pegasus V2 d'oro)
- Shiryu (Dragone V2 d'oro)
- Ikki (Fenice V2 d'oro)
- Hyoga (Cigno V2 d'oro)
- Shun (Andromeda V2 d'oro)

### Set V2 OCE
- Seiya (Pegasus V2 OCE), solo Edizione Speciale

### Set Armature Finali OCE (Original Color Edition)-Cavalieri di Bronzo
- Seiya (Pegasus V3)
- Shiryu (Dragone V3)
- Ikki (Fenice V3)
- Hyoga (Cigno V3)
- Shun (Andromeda V3)

### Set costumi Grecia
- Abiti da Addestramento Seiya (Pegasus V1)
- Abiti da Addestramento Aiolia (Leone)
- Abiti da Addestramento Aiolos (Sagittario)
- Abiti da Addestramento Shaina (Ofiuco)
- Abiti da Addestramento Marin (Aquila)
- Abiti da Addestramento senza maschera Shaina (Ofiuco)
- Abiti da Addestramento senza maschera Marin (Aquila)
- Senza maschera Shaina (Ofiuco)
- Senza maschera Marin (Aquila)

### Set abiti normali e alternativi
- Shura (Capricorno) Colori del Manga, cambio del moveset
- Mur (Ariete) Abiti Normali
- Kanon (Dragone Marino) Abiti Normali
- Camus (Acquario) Abiti Normali
- Julian Solo (Nettuno) Costume Elegante

### Nuovi personaggi (acquistabili separatamente)
- Seiya (Odino)
- Ikki (Leone)
- Shun (Vergine)
- Seiya (Pegasus V4 OCE), solo skin
- Shion (Ariete) + 10 temi per PlayStation 3 (solo pre-ordine)[4]

## Edizioni limitate
Il gioco presenta un'edizione limitata chiamata Collector's Edition, che oltre al gioco, presenta un action figure di Pegasus (Cloth Myth EX) alta 18 cm, un box speciale stile vetrina e il DLC Armatura Myth EX di Pegasus.

## Accoglienza
La rivista Play Generation diede al gioco un punteggio di 69/100, apprezzando la realizzazione dei modelli dei cavalieri e le diverse opzioni di gioco, ma come contro gli scenari poverissimi e la struttura di gioco semplice e piuttosto ripetitiva, finendo per trovarlo un titolo rivolto ai fan dei CdZ, Brave Soldiers difatti si rivelava come il classico esempio di titolo fanservice, dove erano belli i personaggi ma il resto lasciava a desiderare.